# Family Affair (bài hát của Mary J. Blige)
"Family Affair" là một bài hát của nghệ sĩ thu âm người Mỹ Mary J. Blige nằm trong album phòng thu thứ năm của cô, No More Drama (2001). Nó được phát hành vào ngày 12 tháng 6 năm 2001 như là đĩa đơn đầu tiên trích từ album bởi MCA Records. Bài hát được đồng viết lời bởi Blige, Bruce Miller, Camara Kambon, Michael Elizondo với nhà sản xuất nó Dr. Dre, người trước đó đã hợp tác với nữ ca sĩ trong bài hát năm 1999 "The Message". Được sáng tác và dự định sẽ do Rakim thể hiện, "Family Affair" là một bản R&B và dance-pop mang nội dung đề cập đến việc một cô gái quyết định quên đi những rắc rối trong cuộc sống và tận hưởng niềm vui ở một câu lạc bộ. Bài hát cũng như toàn bộ phần còn lại của No More Drama được lấy cảm hứng từ cuộc sống nhiều biến cố của Blige bởi việc lạm dụng rượu và ma túy lúc bấy giờ, xuất phát từ một tuổi thơ thiếu thốn của cô. Một phiên bản phối lại chính thức của nó với sự tham gia góp giọng từ Jadakiss và Fabolous, cũng được phát hành.
Sau khi phát hành, "Family Affair" nhận được những phản ứng tích cực từ các nhà phê bình âm nhạc, trong đó họ đánh giá cao giai điệu hấp dẫn và thân thiện với sóng phát thanh, chất giọng của Blige và vai trò sản xuất hiệu quả của Dr. Dre. Ngoài ra, bài hát còn gặt hái nhiều giải thưởng và đề cử tại những lễ trao giải lớn, bao gồm một đề cử giải Grammy cho Trình diễn giọng R&B nữ xuất sắc nhất tại lễ trao giải thường niên lần thứ 44. "Family Affair" cũng tiếp nhận những thành công vượt trội về mặt thương mại và là một trong những tác phẩm thành công nhất của nữ ca sĩ trên thị trường quốc tế, đứng đầu bảng xếp hạng ở Pháp và lọt vào top 10 ở hầu hết những khu vực bài hát xuất hiện, bao gồm vươn đến top 5 ở những quốc gia nổi bật như Bỉ, Đan Mạch, Ireland, Hà Lan, New Zealand và Thụy Sĩ. Tại Hoa Kỳ, nó đạt vị trí số một trên bảng xếp hạng Billboard Hot 100 trong sáu tuần liên tiếp, trở thành đĩa đơn quán quân đầu tiên trong sự nghiệp của Blige tại đây.
Video ca nhạc cho "Family Affair" được đạo diễn bởi Dave Meyers, trong đó bao gồm những cảnh Blige hát ở nhiều bối cảnh khác nhau, như trong một câu lạc bộ và một phòng khách. Nó đã nhận được nhiều lượt yêu cầu phát sóng liên tục trên những kênh truyền hình âm nhạc, như MTV, VH1 và BET, đồng thời gặt hái một đề cử tại giải Video âm nhạc của MTV năm 2002 ở hạng mục Video có vũ đạo xuất sắc nhất. Để quảng bá bài hát, nữ ca sĩ đã trình diễn "Family Affair" trên nhiều chương trình truyền hình và lễ trao giải lớn, bao gồm Later... with Jools Holland, Live! with Regis and Kelly, Top of the Pops và giải Âm nhạc châu Âu của MTV năm 2001, cũng như trong nhiều chuyến lưu diễn của cô. Kể từ khi phát hành, nó đã được hát lại và sử dụng làm nhạc mẫu bởi nhiều nghệ sĩ, như Jermaine Dupri, Sarah Connor và Taylor Swift, cũng như xuất hiện trong những tác phẩm điện ảnh và truyền hình, bao gồm EastEnders, Friday After Next, The Sopranos và Undercover Brother.

## Danh sách bài hát
| Đĩa CD #1 tại châu Âu 1. "Family Affair" (radio chỉnh sửa) – 4:02 2. "Family Affair" (không lời) – 4:28 Đĩa CD #2 tại châu Âu 1. "Family Affair" (radio chỉnh sửa) – 4:02 2. "Family Affair" (bản album) – 4:28 3. "Your Child" (Chucky Thompson's Late Nite phối) – 3:12 4. "Your Child" (video ca nhạc) – 3:43 | Đĩa CD maxi tại Hoa Kỳ 1. "Family Affair" (bản LP) – 4:31 2. "Family Affair" (phối lại) (hợp tác với Fabolous & Jadakiss) – 4:03 3. "Family Affair" (không lời) – 4:29 4. "Family Affair" (bản acapella) – 4:11 5. "Checkin' for Me" (video ca nhạc) – 3:05 |

## Xếp hạng
| Bảng xếp hạng (2001-02)                  | Vị trí cao nhất |
| ---------------------------------------- | --------------- |
| Úc (ARIA)                                | 8               |
| Áo (Ö3 Austria Top 40)                   | 20              |
| Bỉ (Ultratop 50 Flanders)                | 5               |
| Bỉ (Ultratop 50 Wallonia)                | 2               |
| Đan Mạch (Tracklisten)                   | 4               |
| Châu Âu (European Hot 100 Singles)       | 2               |
| Pháp (SNEP)                              | 1               |
| Đức (Official German Charts)             | 10              |
| Hy Lạp (IFPI)                            | 9               |
| Hungary (Rádiós Top 40)                  | 9               |
| Ireland (IRMA)                           | 3               |
| Ý (FIMI)                                 | 18              |
| Hà Lan (Dutch Top 40)                    | 3               |
| Hà Lan (Single Top 100)                  | 3               |
| New Zealand (Recorded Music NZ)          | 2               |
| Na Uy (VG-lista)                         | 8               |
| Scotland (OCC)                           | 16              |
| Thụy Điển (Sverigetopplistan)            | 7               |
| Thụy Sĩ (Schweizer Hitparade)            | 4               |
| Anh Quốc (OCC)                           | 8               |
| Hoa Kỳ Billboard Hot 100                 | 1               |
| Hoa Kỳ Hot R&B/Hip-Hop Songs (Billboard) | 1               |
| Hoa Kỳ Pop Airplay (Billboard)           | 1               |
| Hoa Kỳ Rhythmic (Billboard)              | 1               |

| Bảng xếp hạng (2000-09)              | Vị trí |
| ------------------------------------ | ------ |
| US Billboard Hot 100                 | 12     |
| US Hot R&B/Hip-Hop Songs (Billboard) | 48     |

| Bảng xếp hạng (2001)                 | Vị trí |
| ------------------------------------ | ------ |
| Australia (ARIA)                     | 98     |
| Belgium (Ultratop 50 Flanders)       | 35     |
| Belgium (Ultratop 50 Wallonia)       | 24     |
| Europe (European Hot 100 Singles)    | 12     |
| France (SNEP)                        | 14     |
| Germany (Official German Charts)     | 70     |
| Ireland (IRMA)                       | 26     |
| Italy (FIMI)                         | 36     |
| Japan (Tokyo Hot 100)                | 39     |
| Netherlands (Dutch Top 40)           | 18     |
| Netherlands (Single Top 100)         | 32     |
| Norway Autumn Period (VG-lista)      | 18     |
| Sweden (Sverigetopplistan)           | 35     |
| Switzerland (Schweizer Hitparade)    | 9      |
| UK Singles (Official Charts Company) | 59     |
| US Billboard Hot 100                 | 31     |
| US Hot R&B/Hip-Hop Songs (Billboard) | 17     |
| Bảng xếp hạng (2002)                 | Vị trí |
| Australia (ARIA)                     | 56     |
| Europe (European Hot 100 Singles)    | 82     |
| New Zealand (Recorded Music NZ)      | 30     |
| Switzerland (Schweizer Hitparade)    | 68     |
| US Billboard Hot 100                 | 17     |
| US Hot R&B/Hip-Hop Songs (Billboard) | 63     |

| Bảng xếp hạng                | Vị trí |
| ---------------------------- | ------ |
| US Billboard Hot 100         | 99     |
| US Billboard Hot 100 (Women) | 31     |

## Chứng nhận
| Quốc gia | Chứng nhận | Số đơn vị/doanh số chứng nhận |
| --- | ---------- | ----------------------------- |
| Úc (ARIA) | Vàng       | 35.000^                       |
| Bỉ (BEA) | Vàng       | 25.000*                       |
| Đan Mạch (IFPI Đan Mạch) | Vàng       | 15.000^                       |
| Pháp (SNEP) | Vàng       | 420,000                       |
| New Zealand (RMNZ) | Vàng       | 5.000*                        |
| Thụy Điển (GLF) | Vàng       | 15.000^                       |
| Thụy Sĩ (IFPI) | Bạch kim   | 40.000^                       |
| Anh Quốc (BPI) | Vàng       | 400.000‡                      |
| * Chứng nhận dựa theo doanh số tiêu thụ. ^ Chứng nhận dựa theo doanh số nhập hàng. ‡ Chứng nhận dựa theo doanh số tiêu thụ và phát trực tuyến. |            |                               |